# برايان يونغ
برايان يونغ هو سياسي كندي، ولد في 29 سبتمبر 1949 في كندا. حزبياً، نشط في جمعية المحافظين التقدمية لنوفا سكوشا. وقد انتخب عضو مجلس نواب نوفا سكوتيا.